# Застава Украјинске ССР
Застава Украјинске ССР је усвојена 10. марта 1919. године од стране владе Украјинске ССР. Изглед заставе се током постојања Украјинске ССР мењао неколико пута, али је база заставе увек била црвене боје. Последња застава је била у употреби до 28. јануара 1992. године, када је замењена данашњом заставом Украјине.

## Историјат
Прва застава Украјинске ССР усвојена је 10. марта 1919. године, пре формирања Совјетског Савеза и за време трајања грађанског рата. У чланку 35. првог устава Украјинске ССР, застава је описана као црвене боје, а у горњем левом куту стоји ћирилични натпис златне боје „УССР“ (рус. Украинская Социалистическая Советская Республика; Украјинска Социјалистичка Совјетска Република). Након оснивања Совјетског Савеза 30. децембра 1922. године, 15. јануара 1923. потврђена су правила за дизајн печата, грба и свих застава тадашњих постојећих совјетских република. Након тога је на застави промењен само фонт натписа и додане тачке испред сваког слова.
Године 1929. састављен је нови устав Украјинске ССР у којем је потврђен и нови изглед застава. Основни дизајн остао је исти, али је нови натпис био на украјинском, У. С. Р. Р. (укр. Українська Соціалістична Радянська Республіка).
Након усвајања новог устава 30. јануара 1937. године, Украјина је променила име у „Украјинска Совјетска Социјалистичка Република“. Застава је била црвене боје са ћириличним натписом УРСР (без тачака испред слова), изнад којег се налазио мали златни срп и чекић.
Совјетски Савез и његове две републике, Белоруска ССР и Украјинска ССР, након Другог светског рата биле су чланови Уједињених нација. Пошто су њихове заставе биле само црвене боје и са малим натписима у куту, УН је 1949. године захтевао истакнутију разлику између застава. Тако је 21. новембра 1949. године усвојена црвена застава преко чије се једне трећине у доњем делу протезала плава трака, а у горњем левом куту налазио се срп и чекић. Изнад њега је стајала петокрака црвена звезда. Ускоро су сличну праксу са својим заставама следиле и остале совјетске републике.
Након распуштања Совјетског Савеза 25. децембра 1991. године, украјинска Врховна рада је 28. јануара 1992. године дотадашњу заставу заменила данашњом плаво-златне боје.

## Историјске заставе
- 1919–1929
- 1929–1937
- 1937–1949